# Elleanthus ventricosus
Elleanthus ventricosus är en orkidéart som beskrevs av Rudolf Schlechter. Elleanthus ventricosus ingår i släktet Elleanthus och familjen orkidéer. Inga underarter finns listade i Catalogue of Life.